# الدوري التركي الممتاز 2019–20
الدوري التركي الممتاز 2019–20 (بالتركية: 2019-20 Süper Lig)‏ هو الموسم 62 من  الدوري التركي الممتاز. أقيم خلال الفترة 16 أغسطس 2019 وحتى 17 مايو 2020، وأشرف على تنظيمه اتحاد تركيا لكرة القدم، وكان عدد الأندية المشاركة فيه  18.